# Władysław Sokołowski (zm. 1701)
Władysław Sokołowski herbu Korab (zm. w 1701 roku) – podkomorzy inflancki w latach 1677–1701.
Poseł sejmiku województwa inflanckiego na sejm 1688/1689 roku, na sejm 1692/1693 roku, sejm 1693 roku oraz sejm konwokacyjny 1696 roku. Poseł inflancki na sejm zwyczajny pacyfikacyjny 1699 roku. 